# 신나는 동물농장
《신나는 동물농장》(영어: Barnyard 혹은 Barnyard: The Original Party Animals)은 2006년 개봉한 미국의 코미디 애니메이션 영화이다.

## 줄거리
고삐 풀린 동물들의 심야 파티
쉿~! 물 좋은 네 발들이 다 모인다!
어느 시골 마을의 농장. 농부가 잠자리에 들면 마구간에서는 한바탕 파티가 벌어진다. 파티의 주인들은 다름 아닌 가축들. 그들은 인간들의 생각과는 달리 말도 하고 TV도 보며, 노래도 부르고 춤도 추는, 우리와 똑같은 존재였던 것이다.
천하태평 놀기만 좋아하는 송아지 오티스는 친구들과 함께 하루하루를 빈둥거리며 아버지가 하지 말라는 것들만을 골라서 하며 말썽을 부린다. 반면 오티스의 아버지이자 농장 가축들의 리더인 벤은 다른 가축들이 파티를 즐기는 동안에도 울타리를 지키며 코요테의 습격으로부터 농장의 가축들을 지키기 위하여 경계를 한다.
그러던 어느 날 벤이 더 이상 리더로서의 역할을 할 수 없게 되고, 오티스는 아버지 대신 질서를 유지해 보려고 하지만 이 같은 능력은 결코 저절로 얻어지는 것이 아니라는 것을 깨닫게 된다. 때마침 농장 주인은 이들의 비밀을 눈치채기 시작하고, 코요테는 벤의 빈자리를 틈타서 농장을 공격할 준비를 하는데...

## 목소리 출연
- 케빈 제임스 - 오티스 역
- 코트니 콕스 - 데이지 역
- 샘 엘리엇 - 벤 역
- 대니 글러버 - 마일스 역
- 완다 사이크스 - 베시 역
- 앤디 맥다월 - 에타 역
- 데이비드 케크너 - 대그 역
- 제프리 가르시아 - 핍 역
- 티노 인사나 - 피그 역
- 돔 이레라 - 듀크 역
- 캠 클라크 - 프레디 역
- 롭 폴슨 - 펙 / 흙파는쥐 역
- S. 스콧 불럭 - 에디 역
- 존 디매지오 - 버디 역
- 모리스 러마시 - 이그 역
- 마리아 뱀퍼드 - 노린 “노라” 비디 역
- 프레드 태터쇼어 - 농부 역
- 매들린 러브조이 - 매디 역
- 어스퀘이크 - 루트 역
- 스티브 오더커크 - 유진 “스노티 보이” 골드너 역
- 질 탤리 - 세리나 골드너 역
- 러레인 뉴먼 - 스노티 보이의 친구 역
- 제인 크러카우스키 - 암컷 코요테 역
- 프랭크 웰커 - 코요테들 역 (음성 효과)
- 폴 부처, 커마니 그리핀, 릴리아나 무미 - 병아리들 역

## 기타 제작진
- 협력 제작: 마크 빔, 니컬리사 콘티스, 앤드루 에지지아노
- 음악 감독: 캐린 랙트먼
- 추가 음성: 줄리앤 부셔, 채드 아인바인더, 리 프렌치, 에디 프라이어슨, 니카 퍼터먼, 니컬러스 게스트, 아치 한, 케이티 리, 재클린 피뇰, 필 프록터, 저스틴 솅커로, 린 마리 스튜어트, 오드리 왜실루스키

## 우리말 녹음
- 박수영 - 오티스 역
- 소연 - 데이지 역
- 오영일 - 벤 역
- 엄상현- 마일스 역
- 최덕희 - 베시 역
- 양정화 - 에타 역